# Fissidens darntyi
Fissidens darntyi är en bladmossart som beskrevs av W. P. Schimper in Bescherelle 1880. Fissidens darntyi ingår i släktet fickmossor, och familjen Fissidentaceae. Inga underarter finns listade i Catalogue of Life.